# Esclainvillers
Esclainvillers est une commune française située dans le département de la Somme en région Hauts-de-France.

## Géographie

### Localisation
Esclainvillers est un village picard de l'Amiénois.
À vol d'oiseau, la localité est située à 8 km au sud-est d'Ailly-sur-Noye, 10 km au nord-est de Breteuil, 14 km au nord-ouest de Montdidier, 24 km au sud-est d'Amiens et à 35 km au nord-est de Beauvais.
Le territoire de la commune est limitrophe de ceux de sept communes.
Les communes limitrophes sont  Chirmont, Coullemelle, Folleville, Grivesnes, La Faloise, Quiry-le-Sec et Sourdon.

### Géologie et relief
Le sol est argilo-siliceux, assez peu perméable. Au lieu-dit les Vignes, le sous-sol est davantage sablonneux et calcaire. Le territoire est marqué par les vallées de la Noye, de Saint-Aubin et d'Ainval.
Un espace boisé couvre l'est du territoire communal, là où le relief est le plus accidenté.
Fin XIXe siècle, l'eau est puisée dans une nappe phréatique située alors à 70 m de profondeur. Quatre mares complétaient les puits. On y tirait encore l'eau destinée à la fabrication du cidre.

### Hydrographie
La commune est située dans le bassin Artois-Picardie. Elle n'est drainée par aucun cours d'eau.

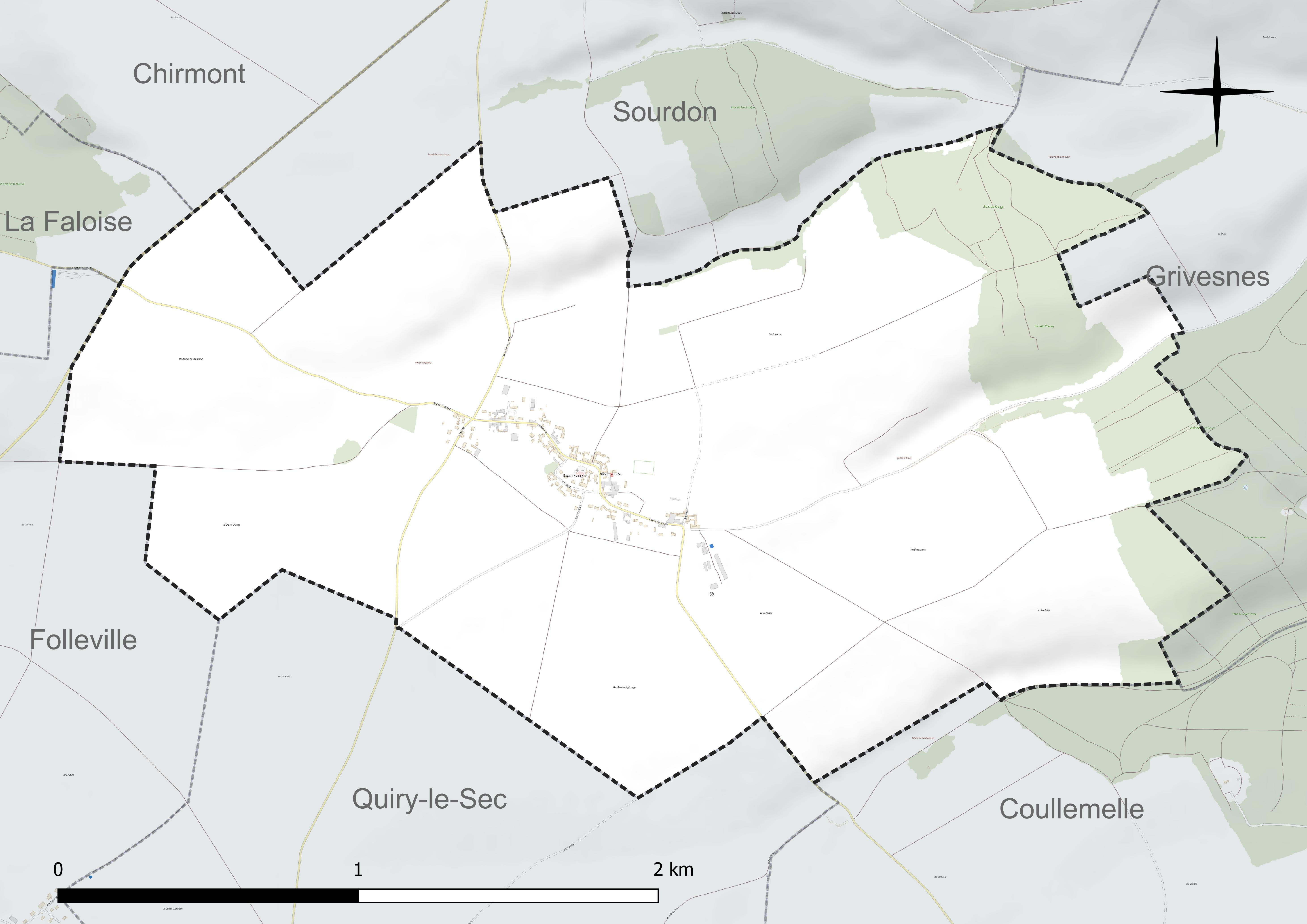
Réseau hydrographique d'Esclainvillers.

### Climat
Pour des articles plus généraux, voir Climat des Hauts-de-France et Climat de la Somme.
En 2010, le climat de la commune est de type climat océanique dégradé des plaines du Centre et du Nord, selon une étude du CNRS s'appuyant sur une série de données couvrant la période 1971-2000. En 2020, Météo-France publie une typologie des climats de la France métropolitaine dans laquelle la commune est exposée à un climat océanique et est dans la région climatique Nord-est du bassin Parisien, caractérisée par un ensoleillement médiocre, une pluviométrie moyenne régulièrement répartie au cours de l'année et un hiver froid (3 °C).
Pour la période 1971-2000, la température annuelle moyenne est de 10,3 °C, avec une amplitude thermique annuelle de 14,4 °C. Le cumul annuel moyen de précipitations est de 701 mm, avec 11,6 jours de précipitations en janvier et 8,1 jours en juillet. Pour la période 1991-2020, la température moyenne annuelle observée sur la station météorologique la plus proche, située sur la commune de Rouvroy-les-Merles à 5 km à vol d'oiseau, est de 10,7 °C et le cumul annuel moyen de précipitations est de 647,9 mm,. Pour l'avenir, les paramètres climatiques de la commune estimés pour 2050 selon différents scénarios d'émission de gaz à effet de serre sont consultables sur un site dédié publié par Météo-France en novembre 2022.
| Mois                                  | jan.           | fév.           | mars           | avril         | mai           | juin          | jui.           | août           | sep.          | oct.          | nov.             | déc.           | année      |
| ------------------------------------- | -------------- | -------------- | -------------- | ------------- | ------------- | ------------- | -------------- | -------------- | ------------- | ------------- | ---------------- | -------------- | ---------- |
| Température minimale moyenne (°C)     | 1,2            | 1,1            | 2,6            | 3,9           | 7,2           | 10            | 12             | 12             | 9,5           | 7,3           | 4,2              | 1,8            | 6,1        |
| Température moyenne (°C)              | 3,9            | 4,4            | 7              | 9,5           | 12,9          | 16            | 18,2           | 18,2           | 15,1          | 11,5          | 7,2              | 4,4            | 10,7       |
| Température maximale moyenne (°C)     | 6,6            | 7,7            | 11,5           | 15,2          | 18,6          | 21,9          | 24,5           | 24,5           | 20,6          | 15,6          | 10,3             | 7              | 15,3       |
| Record de froid (°C) date du record   | −18,6 07.01.09 | −12,9 07.02.12 | −11,5 13.03.13 | −6,6 07.04.21 | −3,2 03.05.21 | −2 05.06.1991 | 2,3 04.07.1990 | 2,1 08.08.1990 | −1,3 30.09.18 | −6,2 28.10.03 | −10,8 24.11.1998 | −17,2 18.12.10 | −18,6 2009 |
| Record de chaleur (°C) date du record | 15,2 27.01.03  | 20 24.02.1990  | 24,3 31.03.21  | 27,1 19.04.18 | 30,8 27.05.05 | 36,4 18.06.22 | 41,5 25.07.19  | 39,7 06.08.03  | 34,7 08.09.23 | 29,2 01.10.11 | 20,1 01.11.14    | 17 07.12.00    | 41,5 2019  |
| Précipitations (mm)                   | 52,4           | 42,9           | 46,1           | 43,2          | 57,4          | 54,2          | 59,7           | 58,1           | 49,1          | 57,8          | 57,2             | 69,8           | 647,9      |

## Urbanisme

### Typologie
Au 1er janvier 2024, Esclainvillers est catégorisée commune rurale à habitat dispersé, selon la nouvelle grille communale de densité à sept niveaux définie par l'Insee en 2022.
Elle est située hors unité urbaine. Par ailleurs la commune fait partie de l'aire d'attraction d'Amiens, dont elle est une commune de la couronne,. Cette aire, qui regroupe 369 communes, est catégorisée dans les aires de 200 000 à moins de 700 000 habitants,.

### Occupation des sols
L'occupation des sols de la commune, telle qu'elle ressort de la base de données européenne d'occupation biophysique des sols Corine Land Cover (CLC), est marquée par l'importance des territoires agricoles (81,7 % en 2018), une proportion identique à celle de 1990 (81,7 %). La répartition détaillée en 2018 est la suivante : 
terres arables (81,7 %), forêts (12,4 %), zones urbanisées (5,9 %). L'évolution de l'occupation des sols de la commune et de ses infrastructures peut être observée sur les différentes représentations cartographiques du territoire : la carte de Cassini (XVIIIe siècle), la carte d'état-major (1820-1866) et les cartes ou photos aériennes de l'IGN pour la période actuelle (1950 à aujourd'hui).

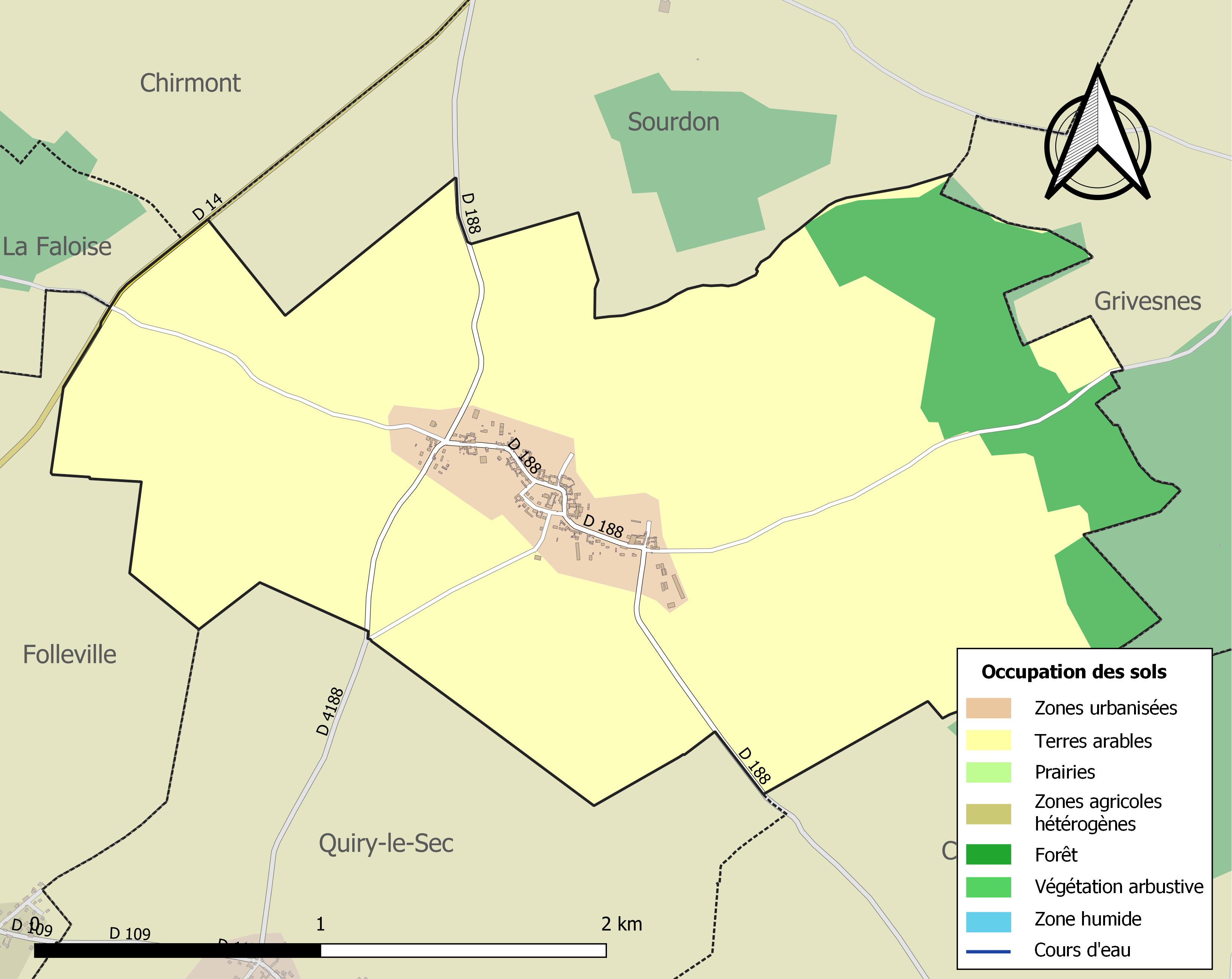
Carte des infrastructures et de l'occupation des sols de la commune en 2018 (CLC).

### Voies de communication et transports
En 2019, le village est desservi par les lignes d'autocars du réseau Trans'80, Hauts-de-France, tous les jours sauf le dimanche et les jours fériés (ligne no 41, Montdidier - Ailly-sur-Noye - Amiens).
Le village est desservi par les routes départementales 188 et 4188.

## Toponymie
D'après les registres, Esclainvillers s'écrivait Esclemviller en 1105 ; Esclenviler en 1301 ; Esclinvilliers en 1567 ; Esclinviller en 1648 ; Esclainviller en 1657 ; Eclainviller en 1733 ; Esclainvillers en 1757 ; Eclinviller en 1778 ; Eclinvillers.
Le nom du village pourrait venir du nom d'une femme germanique Ascila et du latin villare, ferme.

## Histoire
Le village est cité dès 1105.
Dès 1209, l'existence d'un prieuré est signalée. Les revenus sont donnés au seigneur de Folleville, en 1472, par Charles le Téméraire.
Au XIIIe siècle, Adélaïde d'Esclainvillers vend une partie de sa terre à l'abbaye Saint-Faron de Meaux qui a créé un prieuré sur le territoire du village.
En 1505, Jean d'Esclainvillers possède en partie la seigneurie, l'autre partie appartenant à l'abbaye de Saint-Faron.
La famille de Séricourt en devient propriétaire à son tour en 1583 et la garde pendant trois siècles.
En 1665, le village avait son école.
Au XVIIe, le hameau de Saint-Martin et sa chapelle sont détruits.
À la fin de l'Ancien Régime, la plupart des habitants filaient la laine, et, au XIXe siècle, l'industrie du bois disparaît. Il ne reste alors que peu de tourneurs. En hiver, les femmes confectionnaient des chaussons de lisière pour Paillart (0,80 à 1,25 F la journée).
La commune subit des destructions pendant la Première Guerre mondiale.

## Politique et administration

### Rattachements administratifs et électoraux
La commune se trouve dans l'arrondissement de Montdidier du département de la Somme. Pour l'élection des députés, elle fait partie de la quatrième circonscription de la Somme.
Elle fait partie depuis 1801 du canton d'Ailly-sur-Noye. Dans le cadre du redécoupage cantonal de 2014 en France, ce canton est conservé et s'agrandit, passant de 22 à 54 communes.

### Intercommunalité
La commune était membre de la petite communauté de communes du Val de Noye, créée en 2001.
Dans le cadre de la loi portant nouvelle organisation territoriale de la République (Loi NOTRe) du 7 août 2015, qui prévoit notamment que les établissements publics de coopération intercommunale (EPCI) à fiscalité propre doivent avoir normalement un minimum de 15 000 habitants, la préfète de la Somme la préfète dévoile en octobre 2015 son projet de schéma départemental de coopération intercommunale (SDCI), qui prévoit la « des communautés de communes d'Avre Luce Moreuil et du Val de Noye », le nouvel ensemble de 22 440 habitants regroupant 49 communes,. À la suite de l'avis favorable des intercommunalités de la commission départementale de coopération intercommunale en janvier 2016, et, fin janvier, le tribunal administratif d'Amiens rejette la requête en référé de Jean-Claude Leclabart, ex-président de l'ex-communauté de communes du Val de Noye contestant, sur un fond de conflit de personnes, la légalité de l'arrêté de fusion des anciennes intercommunalités, qui arguait que les communes de l'ex-Val de Noye n'auraient pas été informées de l'étendue des compétences transférées, de la répartition des sièges entre elles et surtout, de la réalité de la situation financière de la CCALM,.
La communauté de communes Avre-Luce-Noye, à laquelle appartient désormais la commune, est ainsi créée le 1er janvier 2017.

### Liste des maires
| Période                                  | Période                       | Identité                         | Étiquette | Qualité                                                                         |
| ---------------------------------------- | ----------------------------- | -------------------------------- | --------- | ------------------------------------------------------------------------------- |
| Les données manquantes sont à compléter. |                               |                                  |           |                                                                                 |
|                                          |                               | Guilbert Mangot[réf. nécessaire] |           |                                                                                 |
| 1989                                     | 2001                          | Pierre Lamané[réf. nécessaire]   |           |                                                                                 |
| mars 2001                                | En cours (au 17 juillet 2020) | Alain Surhomme                   | LFI       | Vice-président de la CC Avre-Luce-Noye (2017 → ) Réélu pour le mandat 2020-2026 |

## Population et société

### Démographie
L'évolution du nombre d'habitants est connue à travers les recensements de la population effectués dans la commune depuis 1793. Pour les communes de moins de 10 000 habitants, une enquête de recensement portant sur toute la population est réalisée tous les cinq ans, les populations de référence des années intermédiaires étant quant à elles estimées par interpolation ou extrapolation. Pour la commune, le premier recensement exhaustif entrant dans le cadre du nouveau dispositif a été réalisé en 2004.

En 2022, la commune comptait 159 habitants, en évolution de −5,36 % par rapport à 2016 (Somme : −1,26 %, France hors Mayotte : +2,11 %).
| 1793 | 1800 | 1806 | 1821 | 1831 | 1836 | 1841 | 1846 | 1851 |
| ---- | ---- | ---- | ---- | ---- | ---- | ---- | ---- | ---- |
| 251  | 267  | 274  | 274  | 289  | 304  | 302  | 338  | 333  |

| 1856 | 1861 | 1866 | 1872 | 1876 | 1881 | 1886 | 1891 | 1896 |
| ---- | ---- | ---- | ---- | ---- | ---- | ---- | ---- | ---- |
| 299  | 321  | 274  | 289  | 261  | 262  | 234  | 219  | 207  |

| 1901 | 1906 | 1911 | 1921 | 1926 | 1931 | 1936 | 1946 | 1954 |
| ---- | ---- | ---- | ---- | ---- | ---- | ---- | ---- | ---- |
| 226  | 223  | 208  | 182  | 183  | 168  | 163  | 164  | 143  |

| 1962 | 1968 | 1975 | 1982 | 1990 | 1999 | 2004 | 2006 | 2009 |
| ---- | ---- | ---- | ---- | ---- | ---- | ---- | ---- | ---- |
| 117  | 117  | 117  | 114  | 125  | 130  | 128  | 137  | 144  |

| 2014 | 2019 | 2022 | - | - | - | - | - | - |
| ---- | ---- | ---- | - | - | - | - | - | - |
| 167  | 166  | 159  | - | - | - | - | - | - |

### Enseignement
Aucun niveau d'enseignement n'est dispensé à Esclainvillers. La maternelle se situe à  Quiry-le-Sec et Coullemelle ;  les classes élémentaires à Grivesnes et Sourdon. Les collégiens se rendent à Ailly-sur-Noye, Montdidier et Moreuil et les lycéens vers Montdidier et Amiens. La communauté de communes  gère la compétence pour les transports scolaires.
En 2011, la commune fait partie d'un regroupement pédagogique intercommunal réunissant neuf communes. Les collégiens se rendent à Ailly-sur-Noye, Montdidier et Moreuil et les lycéens vont à Montdidier ou Amiens.
Dans le cadre du regroupement pédagogique intercommunal (RPI ) de Quiry-le-Sec, Folleville, Chirmont, Sourdon, Esclainvillers, Villers-Tournelle, Coullemelle, Malpart, et Grivesnes, les élèves pris en charge localement relèvent des classes de maternelle.
En 2024, seules les communes de Coulemelle, Grivesnes, Quiry-le-Sec et Sourdon possèdent une école. Le RPI accueille 120 élèves ; la cantine est rénovée dans la salle des fêtes de Coullemelle.
La communauté de communes gère la compétence pour les transports scolaires.

### Associations
La commune compte cinq associations en 2011 :
- le Comité des fêtes ;
- la société de chasse ;
- l'amicale de chasse ;
- le Judo Club Picpus ;
- le Taekwondo.

### Équipements sportifs
La commune est équipée d'un terrain de football, d'un terrain de pétanque et d'un dojo pour la pratique du judo dans la salle multifonctions.
Un itinéraire balisé de promenade traverse le village : le Val-de-Noye.

## Culture locale et patrimoine

### Lieux et monuments
- Église Saint-Faron[38], avec un chœur du XVIe siècle à trois pans. Sa porte est conçue en anse de panier. La nef à collatéral est jouxtée d'une tour carrée à flèche aiguë. Elle renferme une chaire de 1737 et des fonts baptismaux en pierre ainsi qu'une statue du XVIIe siècle[39]  et divers bras-reliquaire du XIVe ou du  XVe siècle[40],[41] de saint Fiacre, patron des jardiniers.

- À proximité de l'église, se trouve un porche Renaissance en brique et pierre.

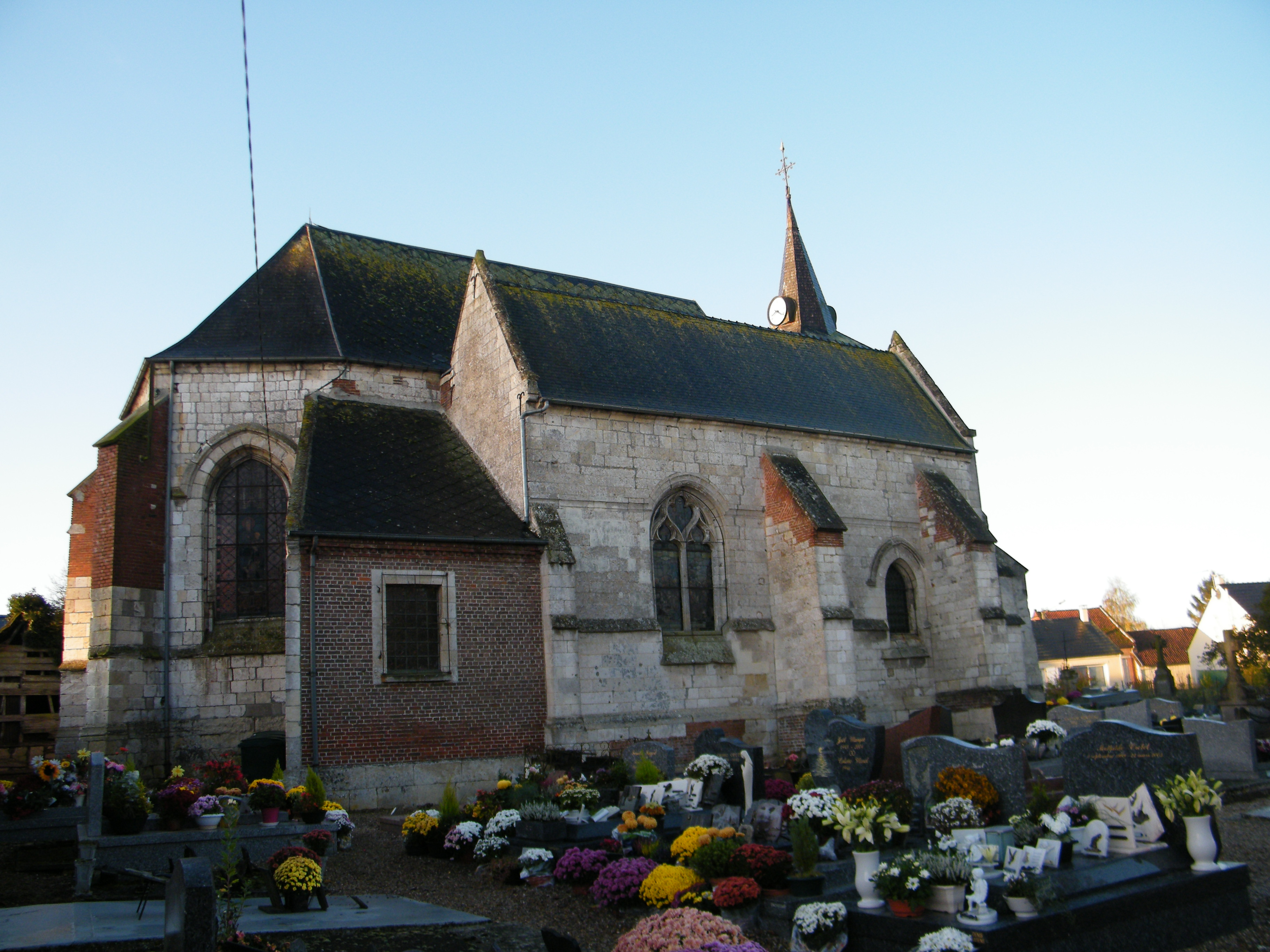
L'église Saint-Fiacre.
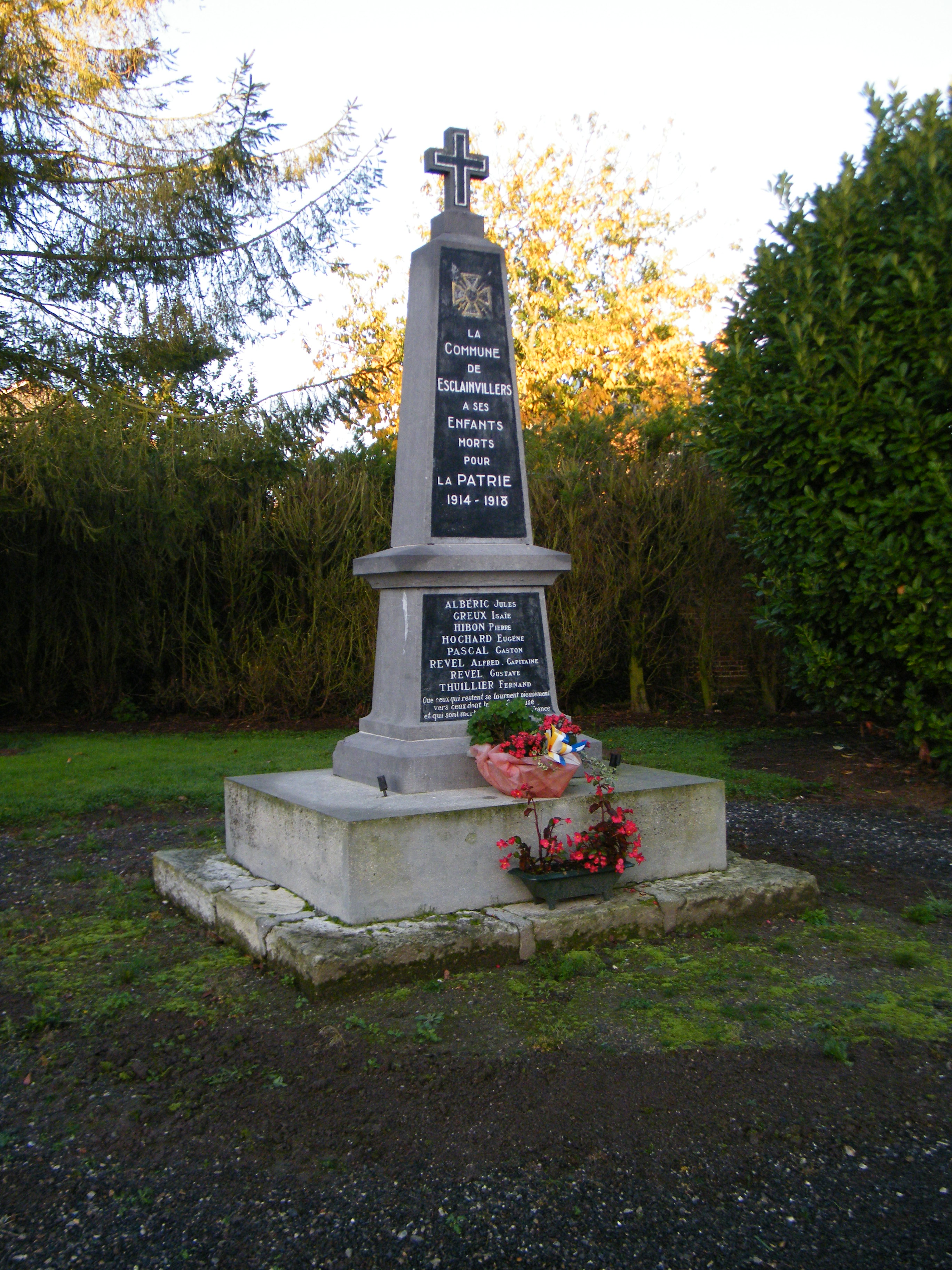
Le monument aux morts.
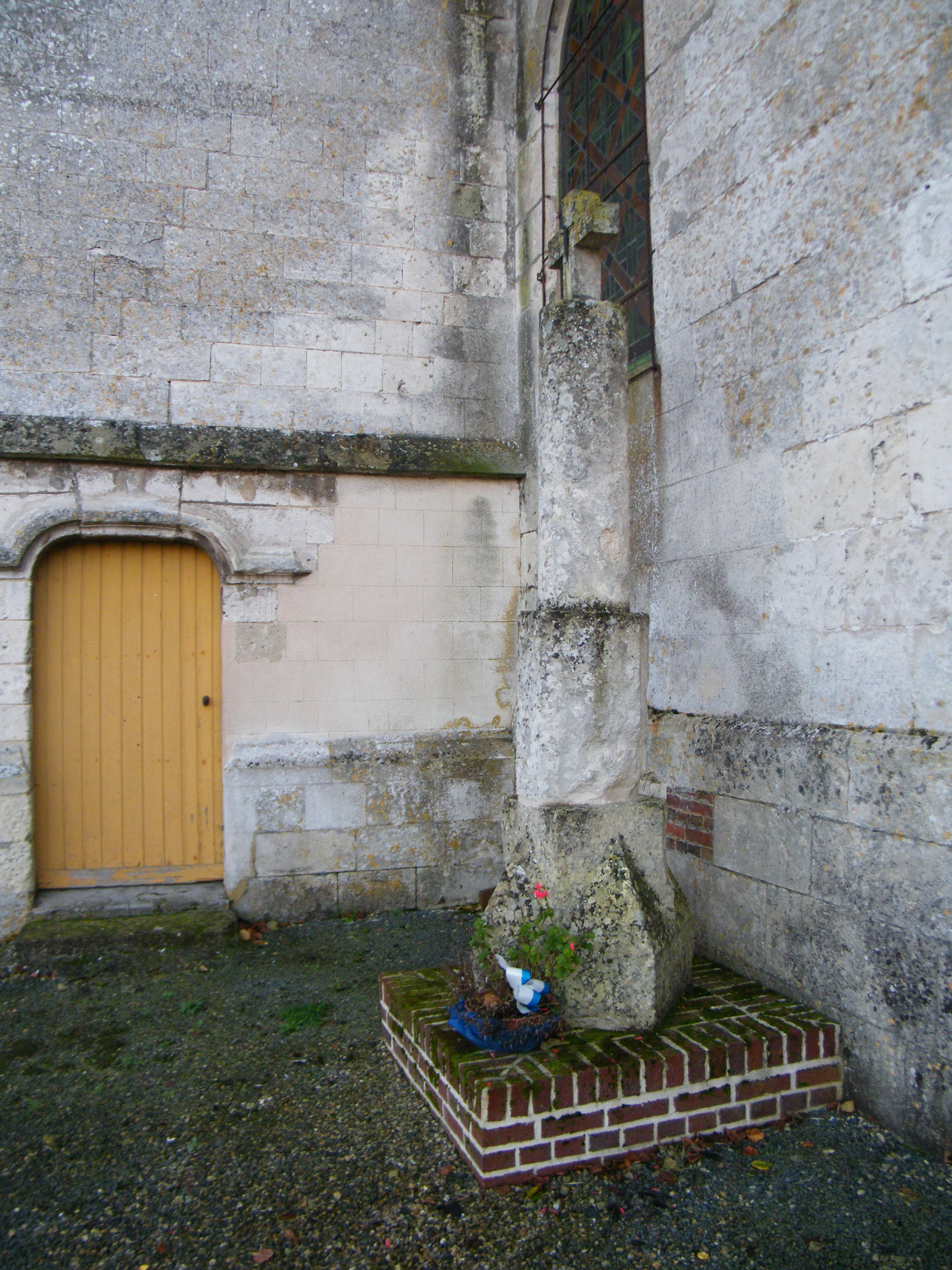
Calvaire près de l'église.

## Pour approfondir